# Atòpia
L'atòpia és una predisposició genètica a les al·lèrgies, amb un component hereditari important. Atòpia ve del grec ατοπία a- (sense) i topo- (lloc): fora de lloc. És una hipersensibilitat al·lèrgica que afecta parts del cos que no han entrat en contacte directe amb l'al·lergogen. Pot incloure l'èczema, la dermatitis atòpica, la conjuntivitis al·lèrgica, la rinitis al·lèrgica i l'asma.

## Definició
Tendència personal o familiar a produir immunoglobulines de tipus E (IgE) de manera anòmalament elevada, com a conseqüència d'una afectació mínima d'al·lergògens.
És en constant augment al món i a Occident afecta aproximadament un 10% dels infants (xifra molt variable, anant de 5 a 25% segons els estudis). L'atòpia és així la primera causa de l'asma, responsable del 80% dels casos, aproximadament. Encara que d'origen totalment diferent, l'atòpia és sovint confosa amb el fenomen de polisensibilització a causa de la similitud dels símptomes.

## Símptomes
Són similars als símptomes de l'al·lèrgia, i la seva manifestació és sovint precoç (en general abans de l'edat de dos anys, és possible que es manifesti fins i tot des de l'edat d'un mes), començant per una dermatitis (la dermatitis atòpica), evolucionant de vegades amb l'edat per arrossegar asma després de la rinoconjuntivitis, de manera ocasional per episodis aguts: agreujament de l'asma, urticària, edema, xoc anafilàctic. L'evolució i la conservació dels símptomes a l'edat adulta no sembla tanmateix concernir més que una minoria dels nens malalts, entre el 10 i 15%.

## Diagnòstic
Es manifesta bàsicament amb el diagnòstic de la dermatitis atòpica, el primer símptoma clínic de l'atòpia és la (irritació i sequedat de la pell, prurit…) i l'anamnèstica (història clínica del malalt i antecedents familiars). Sent la noció de cronicitat i d'evolució cap a recaigudes preponderant, el que fa difícil un diagnòstic precoç cert. És recomanable una extracció de sang per posar en evidència una eosinofília i un augment dels IgE sèrics, encara que per la naturalesa hereditària de la malaltia, la presència d'antecedents familiars de símptomes similars sigui l'eina principal del diagnòstic.

## Tractament
No existeix actualment cap tractament que permeti guarir l'atòpia, només els símptomes poden ser tractats. Tanmateix, les mesures de prevenció ben aplicades, similars a les preses per a una persona al·lèrgica, es poden mostrar molt eficaces per limitar-ne o prevenir-ne els efectes, controlant l'entorn del malalt: evitar els productes irritants com a llana (preferint els articles 100% de cotó), els perfums o les rentades amb suavitzants (preferir el sabó de Marsella), emprar cosmètics o productes de bany apropiats (sabons amb pH suau, cremes hidratants hypoal·lergènics...), controlar l'alimentació (evitar els aliments més al·lergògens com el cacauet, els ous, certes fruites...) i l'aire (ventilar bé la casa, lluitar contra la pols, els àcars...).
Les formes lleugeres d'atòpia desapareixen sovint espontàniament al cap d'alguns anys, encara que puguin tenir lloc recaigudes a l'adolescència (sota la influència de les hormones) o més tard com a conseqüència d'un estrès important.